# NoA
Ne doit pas être confondu avec France 3 Nouvelle-Aquitaine ou France 3 Aquitaine.
NoA initialement France 3 NoA est une chaîne de télévision publique régionale française, à destination de la Nouvelle-Aquitaine. Son siège est à Bordeaux, mais elle dispose d'unités de production à Poitiers et à Limoges.
Portée par France 3 Nouvelle-Aquitaine, elle a pour ambition de valoriser la culture et la création au niveau régional. Sa grille est alimentée par des productions issues de France 3 Nouvelle-Aquitaine, de ÒC tele et de Kanaldude. La chaîne propose essentiellement des programmes en français, mais également dans les trois langues régionales de la Nouvelle-Aquitaine : l'occitan, le basque et le poitevin-saintongeais. 
NoA est diffusée sur les réseaux câblés, en télévision IP, en streaming sur internet et depuis le 27 février 2019 sur Fransat.

## Histoire
La création d'une chaîne de télévision régionale sur le modèle de ce qui existe depuis plusieurs décennies en Allemagne (ARD) ou en Espagne (FORTA) mais aussi dans certaines régions de France (La 1re en Outre-mer et plus récemment, France 3 Via Stella dans la Collectivité de Corse) est envisagé très rapidement après la création de la région Nouvelle-Aquitaine. Le projet, porté pendant deux ans par l’équipe de direction de France 3 Nouvelle-Aquitaine dirigée par Laurence Mayerfeld, directrice régionale de France 3 Nouvelle-Aquitaine, est finalisé au printemps 2018, moment durant lequel est annoncé le nom de la chaîne (France 3 NoA, pour Nouvelle-Aquitaine) et la date de son lancement. Au mois d'avril 2018, un Contrat d'objectifs et de moyens est ainsi signé entre la région Nouvelle-Aquitaine, France Télévisions et France 3 Nouvelle-Aquitaine. La région s'engage à verser 1 million d'euros chaque année afin de développer de nouveaux programmes destinés notamment à la chaîne au cours de la période 2018-2020. Le 11 septembre 2018 à 19 h 10, la chaîne voit le jour depuis son studio bordelais, en présence de Delphine Ernotte, Présidente de France Télévisions, et de Takis Candilis, Directeur général du groupe.
Média généraliste, France 3 NoA base sa grille de programmes sur les émissions produites par les antennes locales de France 3 Nouvelle-Aquitaine, des chaînes ÒC tele (en occitan) et Kanaldude (en basque), mais aussi des productions propres. Émettant 24 heures sur 24, elle diffuse des documentaires, des débats (DebaDoc et Disputandum), des programmes courts – dont certains en langues régionales : occitan, basque et poitevin-saintongeais – des séries, ancrées en Nouvelle-Aquitaine, des émissions spéciales consacrées à de grands événements régionaux, des concerts, mais aussi de l'information (le 21H : journal tout image consacré à l'actualité de Nouvelle-Aquitaine en semaine à 21 h, la rediffusion de reportages du 12/13 et du 19/20 à 6 heures, 13 heures et 23 heures, un ainsi qu'une émission de décryptage de l'actualité régionale hebdomadaire le samedi et un journal des sports le dimanche). La chaîne entend ainsi « valoriser l'identité des territoires » et « permettre le développement de programmes consacrés à la culture et à la découverte de la Nouvelle-Aquitaine ».
L’émission phare et historique de la chaîne « Tous les chemins mènent à vous » va quotidiennement à la rencontre de la société civile en Nouvelle-Aquitaine pour donner la parole aux acteurs de la région. Tous les jours ses animateurs se déplacent dans les villages, les quartiers des villes de la région Nouvelle-Aquitaine pour 3 rendez-vous dans la journée avec des invités. France 3 NoA propose également une offre de magazines grands formats sur des évènements (festival du film d’Histoire de Pessac, Philosophia de Saint-Émilion, Mondclowns à Marmande) et sur de la culture ou du sport (Fous rires de Bordeaux, La cité Frugès Le Corbusier, Le boxeur Samuel Kistohurry sur la route des JO de Tokyo). Autres émissions de la chaîne : « NoA sur mer », « Les pouces bleus », « Côté Chateau », « O boulot » et « Côté Doc »[réf. nécessaire].